# Europese Challenge Tour 1999
De Challenge Tour van 1999 werd weer georganiseerd door de Europese PGA Tour. Dat jaar stonden er 28 toernooien op de agenda.
De Challenge Tour Ranking werd gewonnen door 3-voudig winnaar Carl Suneson.

## Toernooi agenda
| Van   | Tot   | Toernooi                                     | Land        | Winnaar            | Info                            |
| ----- | ----- | -------------------------------------------- | ----------- | ------------------ | ------------------------------- |
| 11-03 | 14-03 | Tusker Kenya Open                            | Kenia       | Maarten Lafeber    |                                 |
| 24-03 | 27-03 | OKI Telepizza Challenge                      | Spanje      | David Park         |                                 |
| 15-04 | 18-04 | Open de Cote d'Ivoire                        | Ivoorkust   | Ian Poulter        |                                 |
| 29-04 | 02-05 | Comunitat Valenciana Challenge de España     | Spanje      | Carl Suneson       |                                 |
| 13-05 | 16-05 | BIL Luxembourg Open                          | Luxemburg   | Kevin Carissimi    |                                 |
| 20-05 | 23-05 | Open dei Tessali                             | Italië      | Gustavo Rojas      |                                 |
| 27-05 | 30-05 | Challenge de Sablé                           | Frankrijk   | Lucas Parsons      |                                 |
| 10-06 | 13-06 | NCC Open                                     | Zweden      | Per G. Nyman       |                                 |
| 10-06 | 13-06 | Diners Club Austrian Open                    | Oostenrijk  | Juan Ciola         |                                 |
| 24-06 | 27-06 | Is Molas Challenge                           | Italië      | Bradley Dredge     |                                 |
| 01-07 | 04-07 | Open des Volcans                             | Frankrijk   | Philip Golding     |                                 |
| 02-07 | 04-07 | Neuchâtel Open Golf Trophy                   | Zwitserland | Richard S. Johnson | Onofficieel prijzengeld         |
| 08-07 | 11-07 | Volvo Finnish Open                           | Finland     | Paul Nilbrink      |                                 |
| 15-07 | 18-07 | BTC Slovenian Open                           | Slovenië    | Grant Dodd         |                                 |
| 15-07 | 18-07 | Rolex Trophy                                 | Zwitserland | Carl Suneson       | Onofficieel prijzengeld         |
| 29-07 | 01-08 | Finnish Masters                              | Finland     | Lucas Parsons      |                                 |
| 05-08 | 08-08 | The Beazer Homes Challenge Tour Championship | Engeland    | Carl Suneson       |                                 |
| 12-08 | 15-08 | West of Ireland Golf Classic                 | Ierland     | Costantino Rocca   | telde ook voor de Europese Tour |
| 19-08 | 22-08 | BMW Russian Open                             | Rusland     | Iain Pyman         |                                 |
| 19-08 | 22-08 | Norwegian Open                               | Noorwegen   | Pehr Magnebrant    |                                 |
| 01-09 | 03-09 | Formby Hall Challenge                        | Engeland    | Greig Hutcheon     |                                 |
| 02-09 | 05-09 | Öhrlings Swedish Matchplay                   | Zweden      | Kalle Brink        |                                 |
| 08-09 | 11-09 | Daewoo Warsaw Golf Open                      | Polen       | Niclas Fasth       |                                 |
| 30-09 | 03-10 | Gula Sidorna Grand Prix                      | Zweden      | Raimo Sjöberg      |                                 |
| 06-10 | 09-10 | San Paolo Vita Open                          | Italië      | Alberto Binaghi    |                                 |
| 07-10 | 10-10 | Philips Challenge Xacobeo 99                 | Spanje      | Hennie Otto        |                                 |
| 14-10 | 17-10 | Challenge de France Bayer                    | Frankrijk   | Iain Pyman         |                                 |
| 21-10 | 24-10 | Challenge Tour Grand Final                   | Cuba        | Steven Scahill     |                                 |

## Challenge Tour Ranking
De top 15 van de Challenge Tour Ranking promoveerden naar categorie 11b van de Europese PGA Tour 2000. 

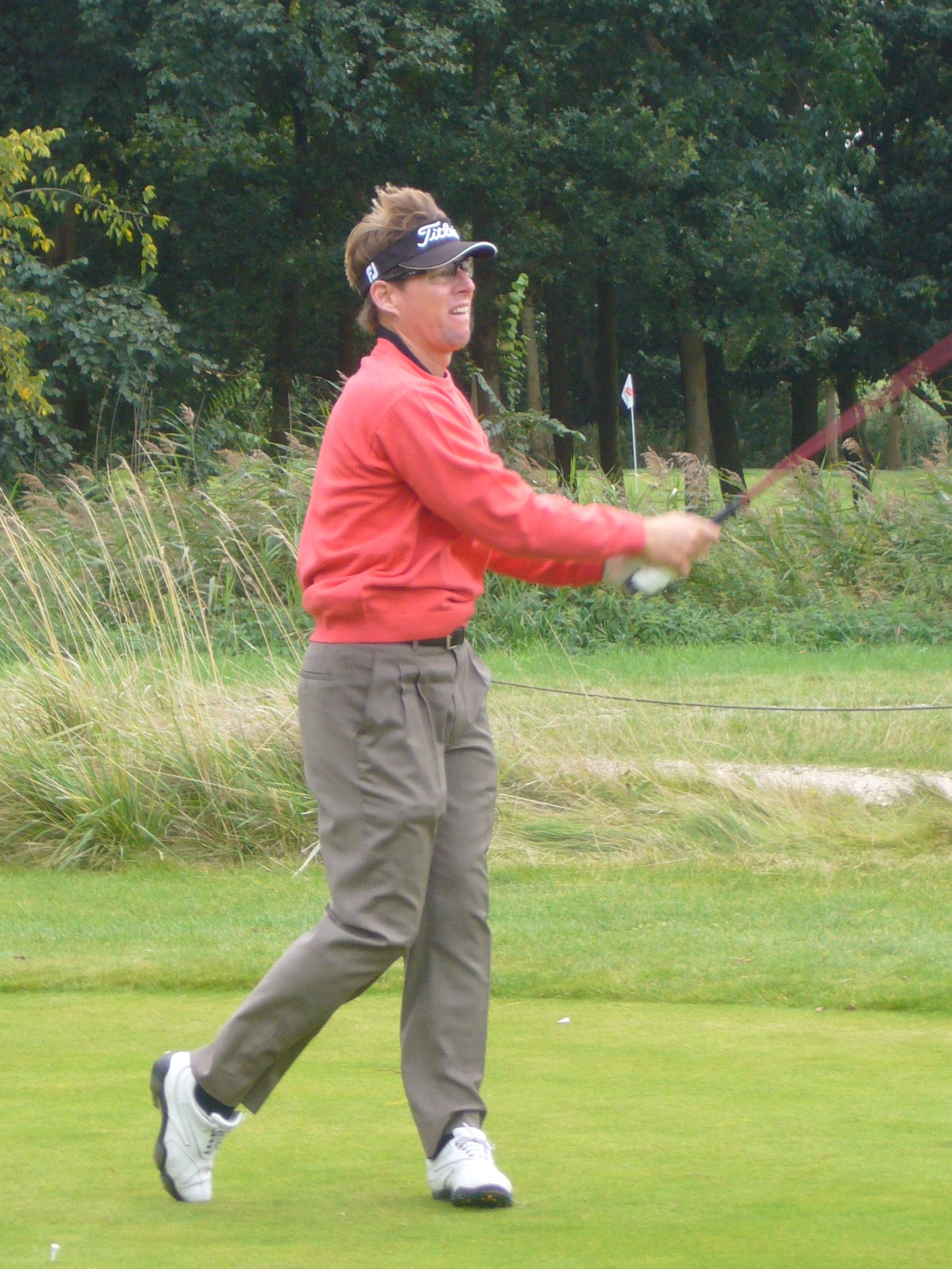
3-voudig winnaar Carl Sunesson

| Nr | Speler           | Prijzengeld (€) |
| -- | ---------------- | --------------- |
| 1  | Carl Suneson     | 69,642          |
| 2  | Iain Pyman       | 56,993          |
| 3  | Markus Brier     | 50,184          |
| 4  | Gustavo Rojas    | 47,953          |
| 5  | Steven Scahill   | 47,583          |
| 6  | Hennie Otto      | 44,023          |
| 7  | Maarten Lafeber  | 39,190          |
| 8  | Bradley Dredge   | 36,606          |
| 9  | Benoît Teilleria | 34,620          |
| 10 | Lucas Parsons    | 34,522          |
| 11 | Didier de Vooght | 33,733          |
| 12 | Knud Storgaard   | 33,561          |
| 13 | Philip Golding   | 32,897          |
| 14 | Johan Sköld      | 31,424          |
| 15 | Greig Hutcheon   | 31,027          |